# Medeapriset
Medeapriset är ett svenskt scenkonstpris, instiftat år 2014.

## Om priset
Syftet med Medeapriset är att synliggöra och stärka intresset för scenkonst i Sverige. Priset skapades på initiativ av teaterchefen Agneta Villman och entreprenören/Fotografagent Åsa Hultman. VD Ulrika Holmgaard, PR-entreprenören Fredrik Andersson och Fotografiskas grundare Jan Broman var med och startade tillsammans med Villman och Hultman och priset utdelas av Stiftelsen MEDEA. Det består av statyetten ”OMG Moi!” signerad konstnären Fredrik Wretman. Medeapriset ska "belöna extraordinära insatser, professionalitet och konstnärlig kvalitet" vid samtliga professionella scener i Sverige.
År 2014 utdelades fyra priser.  2015 utdelades sex priser på Fotografiska i Stockholm.  Samma år introducerades en rikstäckande plattform för debatter och samtal om aktuella ämnen inom scenkonsten, MEDEA Talks.

## Pristagare

### 2014
- Nina Zanjani, skådespelare
- Robert Fux, skådespelare
- Natalie Ringler, regi
- Linus Fellbom, ljusdesign

### 2015
- Bahar Pars, skådespelare
- Leif Andrée, skådespelare
- Gertrud Larsson, dramatiker
- Marika Feinsilber, scenograf
- Alexander Ekman, förnyare
- Utvandrarna, Dramaten, uppsättning

### 2016
- Sören Brunes, scenograf
- Marie Göranzon, hederspris
- Agneta Ehrensvärd, special
- Äldreomsorgen i Övre Kågedalen, uppsättning
- Erik Holmström, regi
- Sandra Huldt, skådespelare
- Malin Berg, skådespelare
- Göran Martling, musik
- Jeanette Langert, koreograf
- Kristian Hallberg, dramatiker

### 2017[3]
- Evin Ahmad, skådespelare
- Martina Montelius, dramatiker
- Nadja Weiss för Rannsakningen, regi
- Schaubühne med Richard III, internationella gästspel
- Lilla Beddinge Teater, förnyare